# Oliver Twist (film 1919)
Oliver Twist è un film muto ungherese del 1919 diretto da Márton Garas.
Nel 1919 erano già numerose le versioni cinematografiche tratte dall'omonimo romanzo di Charles Dickens, l'ultima delle quali era stata nel 1916 per la regia di James Young.
Secondo quelle che erano le convenzioni dell'epoca e la pratica stabilitasi nelle rappresentazioni teatrali sin dall'Ottocento, il ruolo (maschile) di protagonista era sempre stato fino ad allora affidato ad una giovane attrice. In questo film ungherese, Tibor Lubinszky è a 10 anni il primo attore bambino nella storia del cinema ad interpretare la parte di Oliver Twist. Il successo fu tale che da allora la vecchia pratica cadrà completamente in disuso, già a cominciare dalla successiva versione cinematografica diretta da Millard Webb nel 1921.

## Trama
Cresciuto in un orfanotrofio, Oliver Twist vive sulla strada. Incontra un ladro, un ragazzo che si chiama Artful Dodger. Questo lo presenta a Fagin, capo di una banda di ragazzini, ladruncoli e borseggiatori. Ma Oliver non è un ladro e non vuole rubare. Alla fine ritroverà la propria famiglia e potrà vivere una vita onesta.

## Produzione
Il film fu prodotto dalla Corvin Film.

## Distribuzione
Il film uscì nelle sale ungheresi il 22 ottobre 1919 e fu quindi distribuito internazionalmente.